# Dale (pays de Galles)
Pour les articles homonymes, voir Dale.
Dale est un village et une communauté du pays de Galles situé dans le comté du Pembrokeshire. 205 personnes y vivaient en 2001.

## Géographie

### Situation
Dale se situe sur une péninsule à l'entrée de l'estuaire de Milford Haven, à l'extrémité sud-ouest du Pembrokeshire.

### Voies de communications
Il n'existe qu'une seule voie d'accès terrestre à Dale en venant du pays de Galles : la route B4327 qui relie Haverfordwest à Dale (21,9 km). Il existe une autre voie, maritime celle-ci, lorsque l'on vient de le péninsule d'Angle. Dale est en effet située à l'entrée de l'estuaire de Milford Haven.

## Toponyme
Le nom Dale est dérivé du vieux norrois Dalr (« vallée ») et évoque la localisation du site. L'origine scandinave du toponyme laisse supposer une implantation viking antérieure à l'établissement britannique.

## Histoire
Le 7 août 1485, Henri Tudor, comte de Richmond, futur Henri VII d'Angleterre, débarque à Dale avec 4 000 hommes et 55 navires et s'empare sans difficulté du château de Dale. Prenant ensuite la route de l'est, il traverse le pays de Galles et rejoint l'Angleterre où, le 22 août, il défait Richard III d'Angleterre à la bataille de Bosworth et se fait couronner roi d'Angleterre. Le 7 août est l'occasion pour les villageois de célébrer cet événement, dont le cinquième centenaire a été célébré en 1985.

## Démographie
| Évolution de la population, |      |      |      |      |      |      |      |      |      |      |      |      |      |      |      |      |      |
| Année                       | 1801 | 1811 | 1821 | 1831 | 1841 | 1851 | 1861 | 1871 | 1881 | 1891 | 1901 | 1911 | 1921 | 1931 | 1951 | 1961 | 2001 |
| Habitants                   | 314  | 330  | 387  | 355  | 392  | 406  | 463  | 391  | 359  | 330  | 353  | 295  | 273  | 282  | 652  | 336  | 30   |

## Culture et patrimoine
- Le château de Dale, situé à proximité du village, a été construit au XIIIe siècle. D'abord propriété d'une famille normande, les de Vale, dont l'ancêtre avait accompagné Martin de Tours lors de sa conquête du nord du Pembrokeshire au Haut Moyen Âge[4], c'est aujourd'hui une demeure privée.
- Le fort de Dale, structure défensive érigée vers 1850.
- L'église Saint-Jacques-le-Majeur, située à l'ouest du village, à proximité du château[5].
- Le cimetière de Dale avec, son centre, un monument aux morts surmonté d'une impressionnante statue blanche.
- L'aérodrome de Dale, en service durant la Seconde Guerre mondiale.

## Galerie

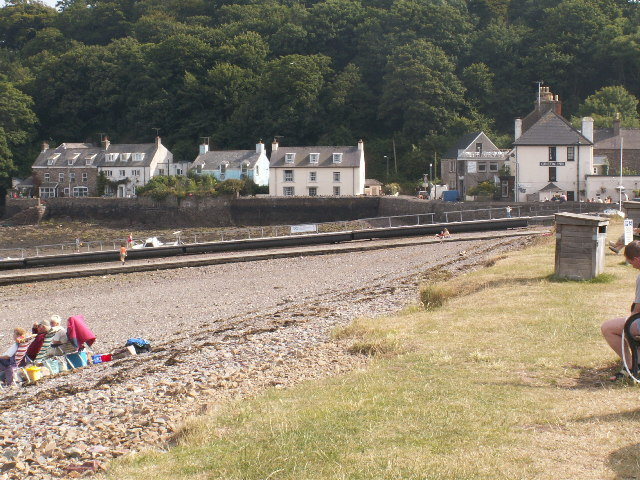
Plage de Dale.
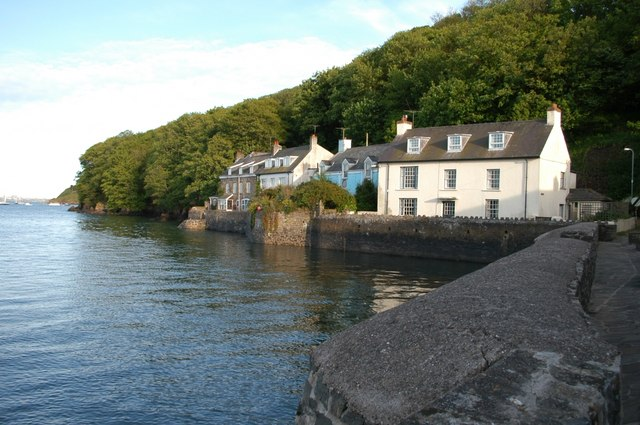
Port de Dale.
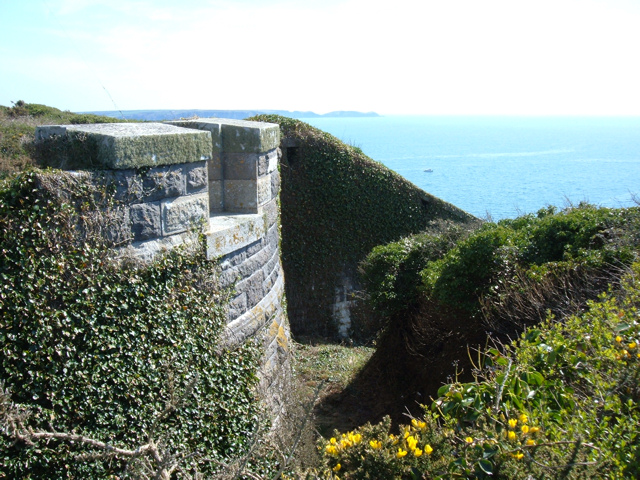
Fort de Dale.
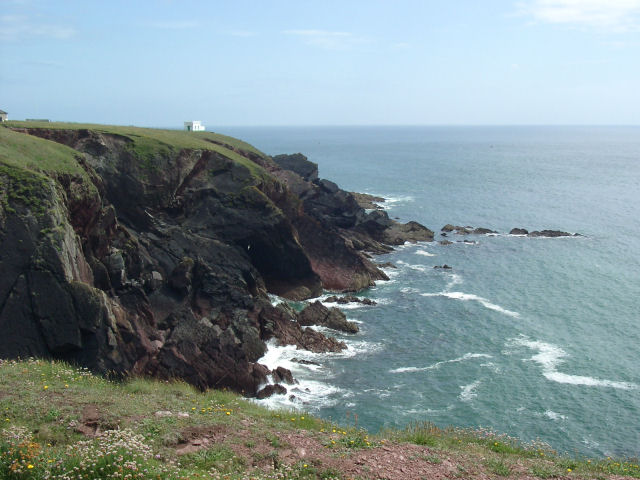
Falaises au sud de Dale.
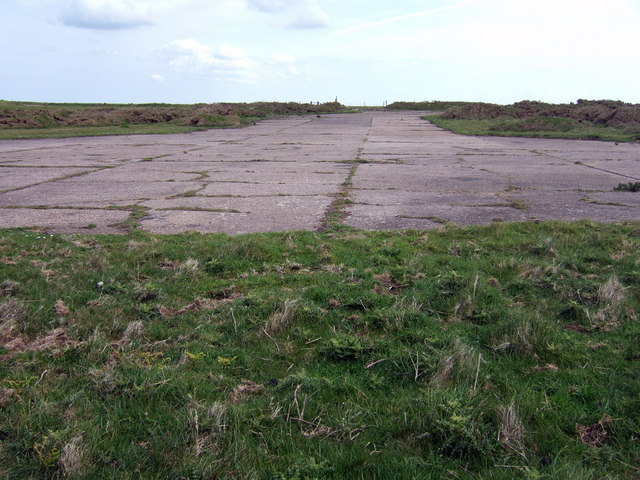
Aérodrome de Dale.